# Echium creticum
Echium creticum, comúnmente llamada viborera —como muchas otras especies de Echium— es una especie de planta herbácea del género Echium de la familia Boraginaceae.

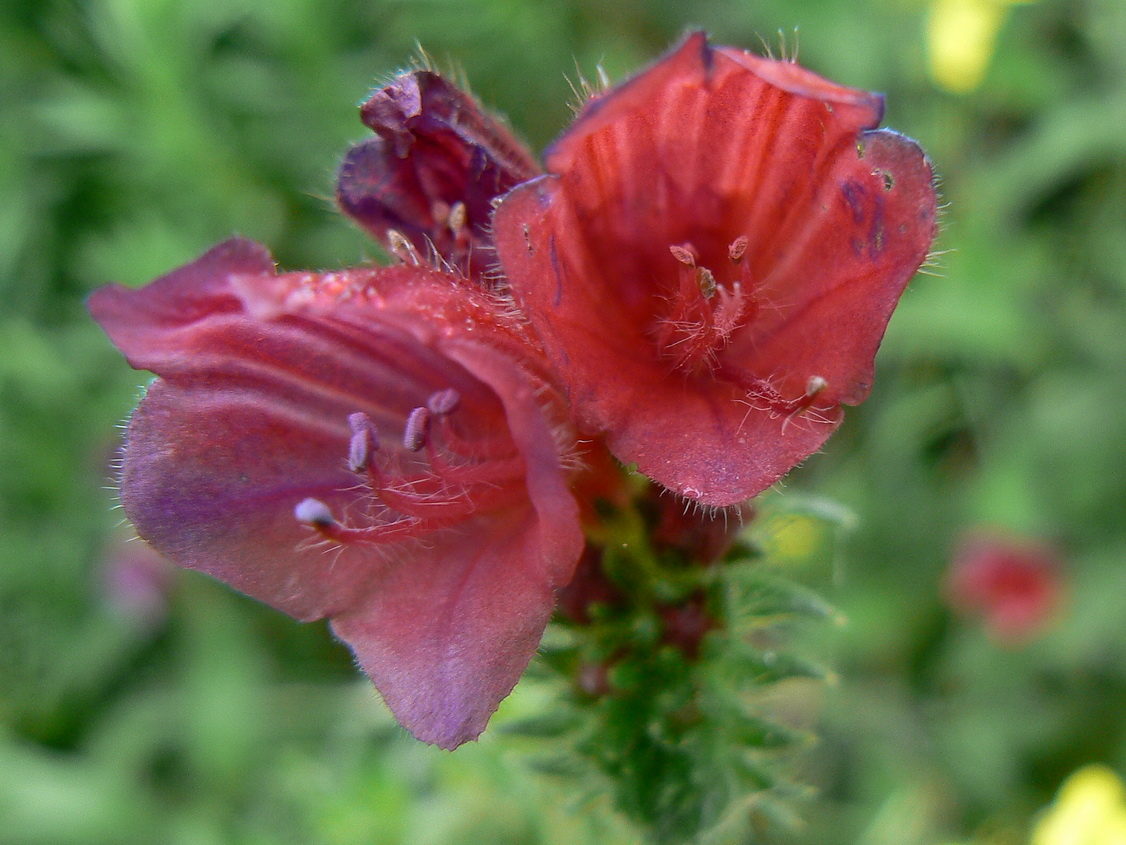
Detalle de las flores

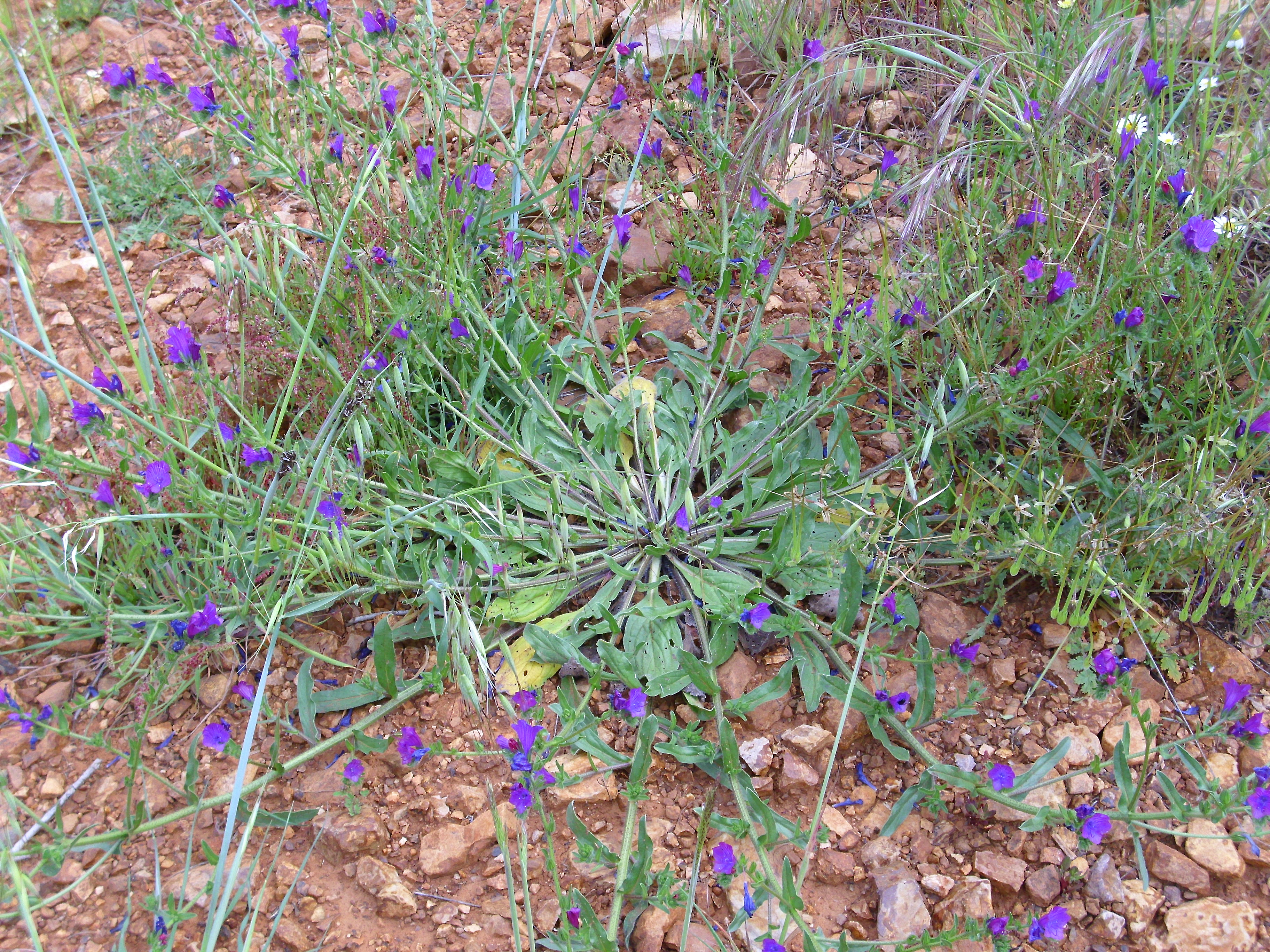
Vista de la planta en su hábitat

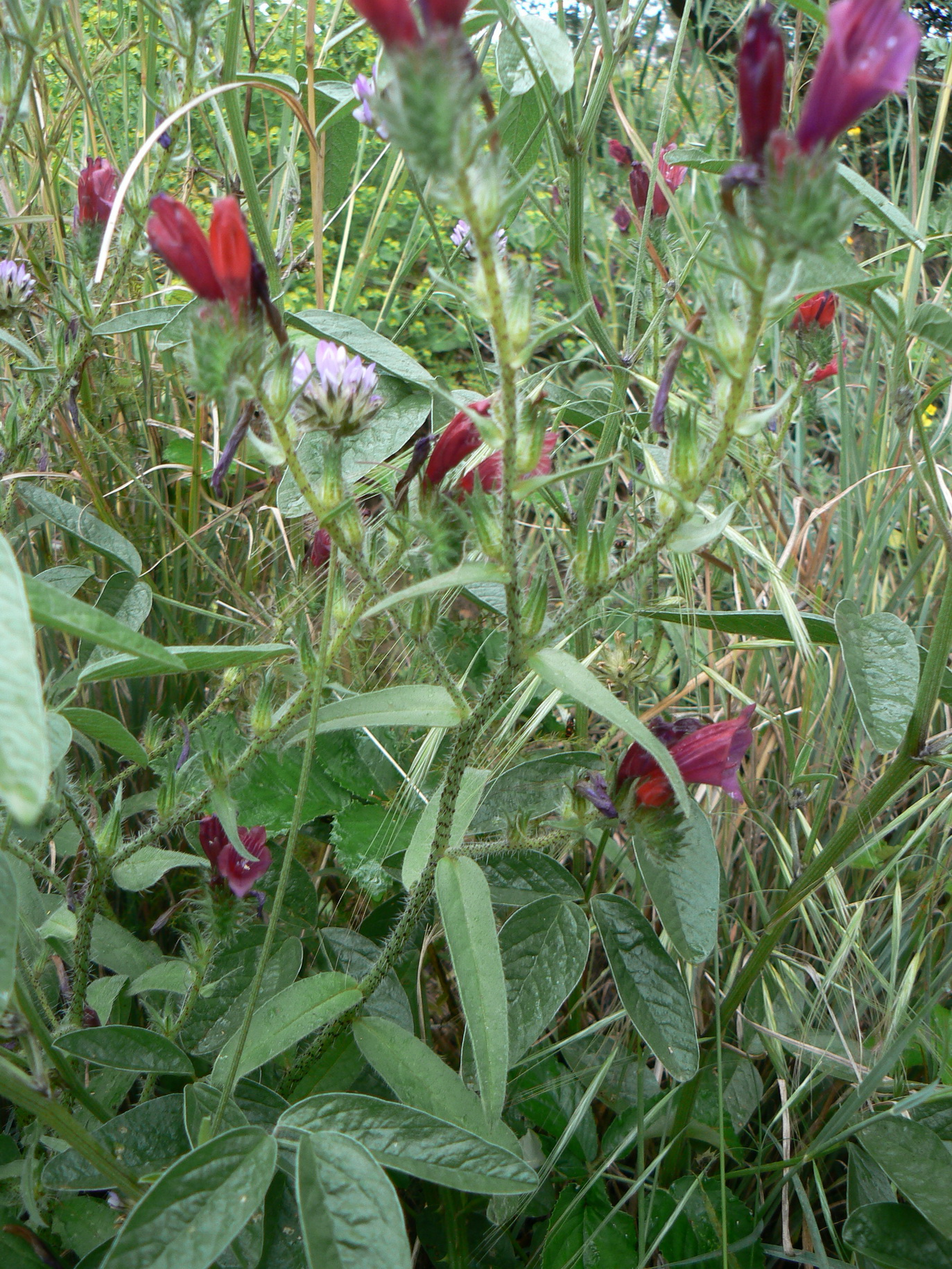
Planta en flor

## Distribución geográfica
Es nativa de la región del mediterráneo occidental. En España se encuentra en Murcia, Almería, Albacete, Alicante, Barcelona, Gerona, Islas Baleares, Tarragona y Valencia.

## Hábitat
Se encuentra en los márgenes de caminos, eriales, campos de cultivo... de lugares secos y soleados. 

## Descripción
Es una planta herbácea erecta de hojas basales ovato-oblongas y pinnatinervadas, de 6-18 cm; las superiores son más pequeñas y están atenuadas en la base. La inflorescencia es espiciforme y cónica. La corola es pubescente, de un color rojo púrpura vivo y más larga que ancha. Los 1-2 estambres son exsertos. 

## Taxonomía
Echium creticum fue descrita por Carlos Linneo  y publicado en Species Plantarum, vol. 1, p. 139, 1753.
Citología
Número de cromosomas de Echium creticum (Fam. Boraginaceae) y táxones infraespecíficos: 
2n=16
Etimología
Echium: nombre genérico que deriva del griego echium, lo que significa víbora, por la forma triangular de las semillas que recuerdan vagamente a la cabeza de una víbora.
creticum: epíteto geográfico que alude a su localización en Creta.
Taxones infraespecíficos
- Echium creticum subsp. coincyanum (Lacaita) R.Fern.
- Echium creticum subsp. sauvagei (R.Fern.) Valdés

Sinonimia
- Echium calycinum Viv.,
- Echium rubrum Moench,
- Echium sericeum Vahl,
- Echium violaceum L.
- Echium australe subsp. macranthum Coutinho
- Echium australe Lam.
- Echium coincyanum Lacaita
- Echium creticum subsp. algarbiense R.Fern.
- Echium creticum subsp. coincyanum (Lacaita) R.Fern.
- Echium creticum L. subsp. creticumL.
- Echium creticum subsp. macranthum (Coutinho) Coutinho
- Echium grandiflorum Desf.
- Echium macranthum Roem. & Schult.
- Echium megalanthos Lapeyr.
- Echium spinescens subsp. coincyanum (Lacaita) Klotz
- Echium spinescens Medik.[3]

## Nombre común
- Castellano: ceñidor de campo, chupamiel de Castilla, chupamiel velloso, lengua de buey, rabo de gato, viborera.[3]